# Xã Huff, Quận Independence, Arkansas
Xã Huff (tiếng Anh: Huff Township) là một xã thuộc quận Independence, tiểu bang Arkansas, Hoa Kỳ. Năm 2010, dân số của xã này là 648 người.